# 埃尔文·舒尔霍夫
埃尔文·舒尔霍夫（德語：Erwin Schulhoff，1894年6月8日—1942年8月18日），犹太血统的德裔捷克作曲家，钢琴家。

## 生平
生于布拉格的一个犹太人家庭，后到莱比锡师从雷格。后来他对爵士乐产生了浓厚兴趣，经常在德国各地进行爵士乐演出。纳粹上台后，舒尔霍夫的生活陷入困难。晚年他信奉共产主义，企图逃亡苏联，但遭到逮捕，被关进集中营，并因肺结核死于集中营里。

## 音乐
舒尔霍夫的早期作品受理查·施特劳斯的影响很大，一战后他受达达主义影响开始创作实验性音乐，如一首名为In futurum的小品，全曲并无一个音符，较凯奇的《4分33秒》领先数十年。但不久后他的风格又向新古典主义转变，并运用爵士乐。他的晚年作品则更为贴近社会现实。舒尔霍夫的作品常常运用强烈的节奏和不协和音，他有时也写无调性作品，但未采用过十二音主义。